# Aeroportul Kamarata
Aeroportul Kamarata (IATA: KTV, ICAO: SVKM) este un aeroport din Bolívar, Venezuela.
Situat la o altitudine de 472 m, aeroportul dispune de o singură pistă.